# Verchnij Baskunčak
Verchnij Baskunčak è una cittadina della Russia europea meridionale, situata nella oblast' di Astrachan'; dipende amministrativamente dal rajon Achtubinskij.
Sorge nella parte settentrionale della oblast', non lontano (8 km) dalle sponde del lago Baskunčak.
La cittadina è un nodo ferroviario di discreta importanza, situato all'incrocio della importante linea che collega Astrachan' e Saratov con la diramazione per Volgograd.